# Þorsteinn Pálsson
Þorsteinn Pálsson, född 29 oktober 1947, var Islands statsminister från 8 juli 1987 till 28 september 1988. Han är medlem i partiet Sjálfstæðisflokkurinn som han även var partiledare för.
Þorsteinn var partiledare för sitt parti från 1983 till 1991 då han förlorade mot Davíð Oddsson. Han var även finansminister mellan åren 1985 och 1987. Han representerade även södra Island i det isländska alltinget från 1983 till 1999. Han var från år 1991 till 1999 även landets fiskeminister, justitieminister och religionsminister. Efter detta blev han ambassadör för Island i London och senare Köpenhamn till 2005.